# The Virtuous Husband
The Virtuous Husband è un film del 1931 diretto da Vin Moore.
La sceneggiatura si basa sul lavoro teatrale Apron Strings, una commedia in tre atti di Dorrance Davis che andò in scena con buon successo a Broadway, debuttando al Bijou Theatre il 17 febbraio 1930.

## Trama
Daniel e Barbara si sposano dopo un casto fidanzamento, monitorato sempre dalla presenza tra i due di Inez, un'amica di famiglia, che li controlla come avrebbe voluto fare la defunta madre di Daniel. I genitori di Barbara scoprono ben presto che lo sposo continua a comportarsi anche dopo il matrimonio in maniera molto morigerata, seguendo i consigli scritti di sua madre, consigli che predicano contro qualsiasi forma di "vizio". Barbara, dopo due settimane, torna dai suoi, lamentando la freddezza del marito. Ezra, il tutore di Daniel, prende allora nelle sue mani la cosa: trova le lettere della madre di Daniel e le getta nel fiume. Poi, dichiarando che ormai sono illeggibili, consiglia il giovane di farsi qualche buon bicchierino di whisky. Daniel, alla fine, decide di affrontare le proprie responsabilità da solo e ritorna dalla moglie che, finalmente, bacia per la prima volta con passione.

## Produzione
Il film fu prodotto dalla Universal Pictures con il titolo di lavorazione Apron Strings.

## Distribuzione
Distribuito dalla Universal Pictures, il film uscì nelle sale cinematografiche USA il 12 aprile 1931.
Il 14 agosto 2010, è stato presentato al Capitolfest.